# 夏目みな美
夏目 みな美（なつめ みなみ、1984年10月7日 - ）は、CBCテレビ（CBC）のアナウンサー。

## 来歴・人物
静岡県浜松市中区出身。浜松市立葵西小学校、浜松市立北星中学校、静岡県立浜松北高等学校、名古屋大学教育学部発達心理学科卒業。
2007年入社（同期のアナウンサーは氏田朋子・古川枝里子）。CBC元アナで東日本放送アナウンサーの吉岡伸悟と、RKB毎日放送アナウンサーの櫻井浩二は高校の先輩にあたる。
中学時代は吹奏楽部に所属しパートはトランペット。高校時代は茶華道部、大学時代はフットサル部に所属していた。CBCアナウンサー動画コンテンツ「たまり場」の公開収録「たまり場感謝祭」では特技のトランペット演奏を披露する事がある。
『FLASH』2009年5月26日号に掲載の「地方局美人アナ大追跡!」で、『サンデードラゴンズ』の放送日に出社から放送後の反省会まで密着取材を受けた（放送中の写真では、メインキャスターの若狭敬一・取材を受けた日のゲストコメンテーターの木俣達彦も写っていた）。
2010年1月6日、ナゴヤドームで開催の「立浪和義選手に感謝する会」で同僚久野誠とともに司会を務めた。11月18日、浜松市やらまいか大使に就任。
2014年7月7日に入籍。
2016年4月に妊娠5ヶ月であることをブログで発表。年7月2日より産休へ入り、9月に長女を出産した。
2017年7月21日、『つボイノリオの聞けば聞くほど』の11時のニュースから復帰した。
2021年10月1日、『チャント!』の放送内で第2子妊娠のため、同日の放送をもって産休入りを発表した。10月25日、『チャント!』放送内で10月23日に第2子出産をした事が発表された。産休を経て2022年5月9日放送の『チャント!』にて復帰。

## 人物・エピソード
- 大学時代は居酒屋などいくつかアルバイトをしていた。
- 2008年と2023年3月にナゴヤドームでの始球式に参加した。

## 現在の担当番組
- チャント!
  - 2024年4月 - 、ナレーション
  - 2024年11月1日 - 不定期 、「〇〇行ったら、コレ買いや！」リポーター
- キユーピー3分クッキング（2024年12月2日 - の出演日を担当）） - アシスタント 宮本和秀の出演日を担当
- CBCニュース
- まちイチ nice to people

## 過去の担当番組

### テレビ
- 来る来るミラクル（2010年4月 - 2011年9月、アシスタント）
- 週刊!健康カレンダー カラダのキモチ（健康天気予報ナビゲーター）（2010年4月 - 2012年3月、TBS系列全国ネット） - 2009年4月から7月までは、加藤由香と隔週交代で健康天気予報のナレーションを担当していた。
- ノブナガ（2007年10月 - 2013年3月） - 2009年7月までは占部沙矢香と2週間交代で出演していたが、以降は占部の部署異動に伴う降板により毎週出演となっていた。GO☆TOとの勝負企画で、写真集を出している。
- サンデードラゴンズ（2008年1月6日 - 2013年3月31日）
- イッポウ
  - 2013年4月1日 - 2016年6月30日 、水～金曜日→水・木曜日、サブキャスター - 大石邦彦が不在時には、メインキャスターを担当する場合があった。
  - 2017年10月2日 - 2018年9月28日、リポーター
  - 2018年10月4日 - 2019年3月29日、木・金曜日のキャスター
- なるほどプレゼンター!花咲かタイムズ（2008年4月 - 2016年7月1日、2017年8月5日 - 2019年3月30日）
- チャント!
  - 2019年4月1日 - 2021年3月26日、2024年12月4日、火～金曜日 サブキャスター[7]
  - 2021年3月29日 - 2021年10月1日、2022年5月9日 - 2024年3月29日、月～金 メインキャスター[8]
  - 2025年6月2日、「店員に聞く」リポーター
- newsX（2025年6月、ナレーション）

### ラジオ
- ツー快!お昼ドキッ（火曜・2007年10月 - 2008年9月、歌声喫茶「炎」ほぼレギュラー扱いで出演）
- 久野誠のドラゴンズワールド（2007年10月 - 2008年3月、木曜美人秘書担当、2008年シーズン中は隔週で美人秘書担当、2008年9月29日 - 、月曜美人秘書担当） - 編集長からの紹介は「褒められて伸びる子」。
- 若狭敬一のドラゴンズワールド WEEKEND SPECIAL （2007年10月 - 、土曜美人秘書担当） - 占部沙矢香の結婚降板に伴い起用。
- 日めくり!カレンダーガールズ（2010年8月2日 - 2010年12月30日）
- 小高をユタカにする方法『つボイノリオの聞けば聞くほど』内・火曜担当）
- 北野誠のズバリ（月曜アシスタント・2012年4月 - 2012年9月）
- きく!ラジオ（2012年10月 - 2013年3月、火曜アシスタント）
- CBCニュース

### 映画
- 正体（2024年11月29日)

### アニメ
- ミケの町詣[9] - 澤田舞花